# Abrothrix longipilis
Abrothrix longipilis е вид гризач от семейство Хомякови (Cricetidae). Видът не е застрашен от изчезване.

## Разпространение и местообитание
Разпространен е в Аржентина и Чили.
Обитава гористи местности, степи, блата, мочурища и тресавища.

## Описание
Теглото им е около 38,9 g.
Популацията на вида е намаляваща.